# Diócesis de Kalemie-Kirungu
La diócesis de Kalemie-Kirungu (en latín: Dioecesis Kalemiensis-Kirunguensis y en francés: Diocèse de Kalemie-Kirungu) es una circunscripción eclesiástica de la Iglesia católica en la República Democrática del Congo. Se trata de una diócesis latina, sufragánea de la arquidiócesis de Lubumbashi. Desde el 31 de marzo de 2015 su obispo es Christophe Amade de los Misioneros de África.

## Territorio y organización

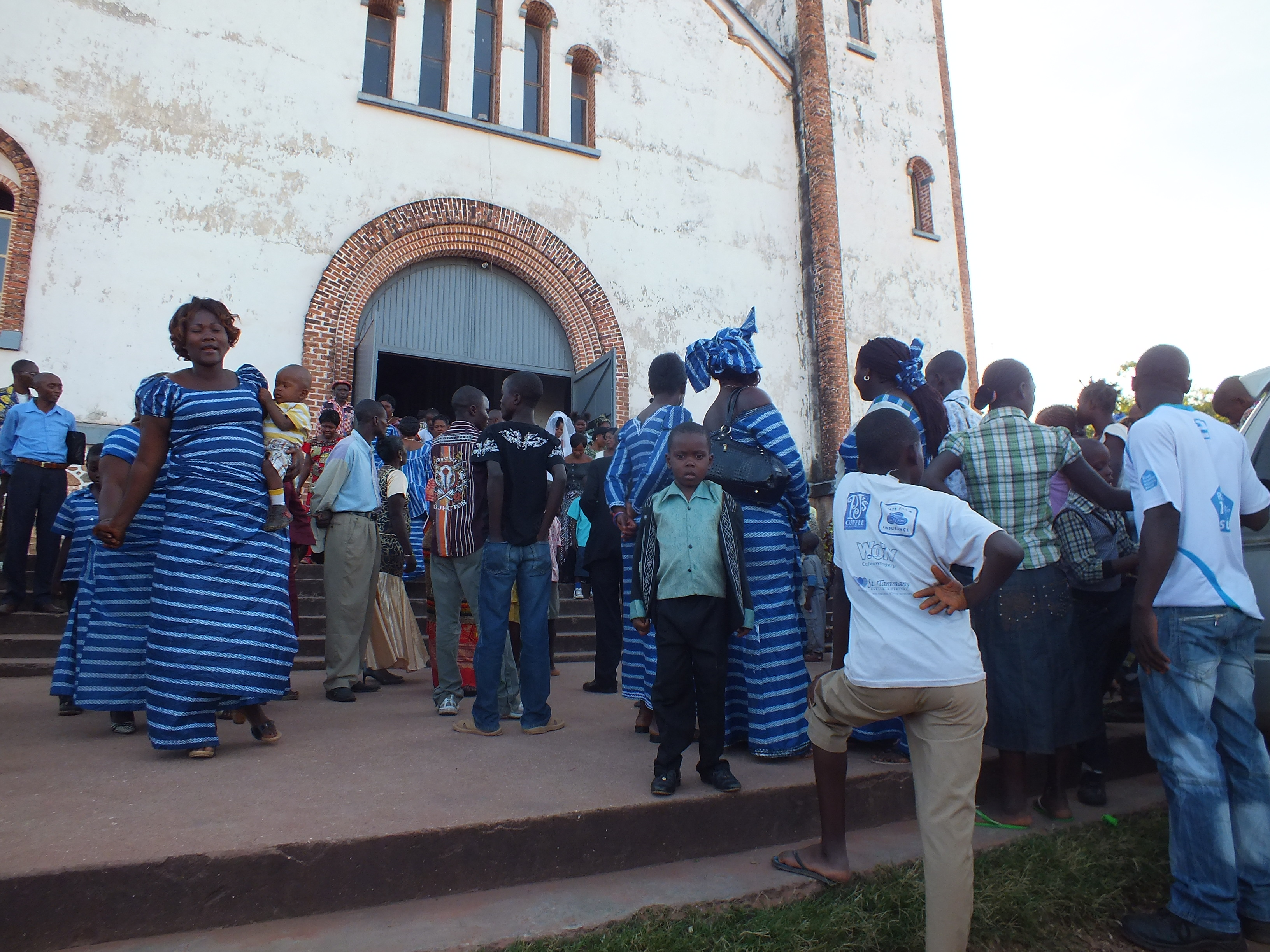
Procatedral de Cristo Rey, en Kalemie

La diócesis tiene 72 287 km² y extiende su jurisdicción sobre los fieles católicos de rito latino residentes en la provincia de Tanganica en los territorios de Moba, Kalemie y Nyunzu.
La sede de la diócesis se encuentra en la ciudad de Kirungu, en donde se halla la Catedral de San José. En Kalemie se encuentra la Procatedral de Cristo Rey.
En 2021 en la diócesis existían 20 parroquias agrupadas en 3 decanatos, correspondientes a los 3 territorios administrativos.

## Historia
El vicariato apostólico del Alto Congo fue erigido el 11 de enero de 1887 con el breve Quae catholico del papa León XIII, obteniendo el territorio del vicariato apostólico de Tanganica (hoy diócesis de Kigoma).
El 26 de diciembre de 1929 cedió una parte de su territorio para la erección del vicariato apostólico de Kivu (hoy arquidiócesis de Bukavu) mediante el breve Vestigiis Decessores del papa Pío XI.
El 11 de julio de 1939 asumió el nombre de vicariato apostólico de Baudouinville (vicariatus apostolicus Balduinopolitanus), como resultado del decreto Cum in Congi de la Congregación de Propaganda Fide.
El 10 de enero de 1952 cedió una parte de su territorio para la erección del vicariato apostólico de Kasongo (hoy diócesis de Kasongo) mediante la bula Pro supremi del papa Pío XII.
El 10 de noviembre de 1959 el vicariato apostólico fue elevado a diócesis con la bula Cum parvulum del papa Juan XXIII.
El 24 de abril de 1971 cedió otra porción de su territorio para la erección de la diócesis de Manono mediante la bula Qui regno Christi del papa Pablo VI.
El 22 de agosto de 1972, como resultado del decreto Cum Excellentissimus de la Congregación para la Evangelización de los Pueblos, cambió nuevamente su nombre a diócesis de Kalemie-Kirungu.

## Estadísticas
Según el Anuario Pontificio 2022 la diócesis tenía a fines de 2021 un total de 922 745 fieles bautizados.
| Año                                                                             | Población            | Población | Población      | Sacerdotes | Sacerdotes    | Sacerdotes    | Bautizados por sacerdote | Diáconos permanentes | Religiosos | Religiosos | Parroquias |
| Año                                                                             | Bautizados católicos | Total     | % de católicos | Total      | Clero secular | Clero regular | Bautizados por sacerdote | Diáconos permanentes | Varones    | Mujeres    | Parroquias |
| ------------------------------------------------------------------------------- | -------------------- | --------- | -------------- | ---------- | ------------- | ------------- | ------------------------ | -------------------- | ---------- | ---------- | ---------- |
| 1950                                                                            | 79 992               | 450 000   | 17.8           | 81         | 22            | 59            | 987                      |                      | 9          | 73         | 17         |
| 1959                                                                            | 95 784               | 322 885   | 29.7           | 67         | 17            | 50            | 1429                     |                      | 23         | 87         | 14         |
| 1969                                                                            | 123 049              | 392 822   | 31.3           | 64         | 20            | 44            | 1922                     |                      | 75         | 88         | 16         |
| 1980                                                                            | 136 600              | 401 780   | 34.0           | 37         | 8             | 29            | 3691                     |                      | 46         | 57         |            |
| 1990                                                                            | 184 487              | 426 000   | 43.3           | 34         | 13            | 21            | 5426                     |                      | 39         | 62         | 31         |
| 1997                                                                            | 482 130              | 975 693   | 49.4           | 52         | 39            | 13            | 9271                     |                      | 28         | 68         | 25         |
| 2003                                                                            | 560 132              | 980 700   | 57.1           | 59         | 52            | 7             | 9493                     |                      | 21         | 76         | 27         |
| 2004                                                                            | 562 200              | 980 000   | 57.4           | 58         | 51            | 7             | 9693                     |                      | 17         | 78         | 30         |
| 2006                                                                            | 595 000              | 1 038 000 | 57.3           | 61         | 55            | 6             | 9754                     |                      | 12         | 77         | 32         |
| 2008                                                                            | 660 000              | 1 155 000 | 57.1           | 85         | 81            | 4             | 7764                     |                      | 10         | 72         | 32         |
| 2013                                                                            | 677 000              | 1 185 000 | 57.1           | 75         | 71            | 4             | 9026                     |                      | 9          | 126        | 19         |
| 2016                                                                            | 789 504              | 1 282 944 | 61.5           | 79         | 75            | 4             | 9993                     |                      | 9          | 117        | 20         |
| 2019                                                                            | 867 750              | 1 376 380 | 63.0           | 89         | 87            | 2             | 9750                     |                      | 2          | 45         | 20         |
| 2021                                                                            | 922 745              | 1 465 400 | 63.0           | 97         | 96            | 1             | 9512                     |                      | 1          | 124        | 20         |
| Fuente: Catholic-Hierarchy, que a su vez toma los datos del Anuario Pontificio. |                      |           |                |            |               |               |                          |                      |            |            |            |

## Episcopologio
- Victor Roelens, M.Afr. † (30 de marzo de 1895-22 de septiembre de 1941 renunció)
- Urbain Etienne Morlion, M.Afr. † (22 de septiembre de 1941 por sucesión-29 de septiembre de 1966 renunció[nota 1])
- Ioseph (Songolo) Mulolwa † (29 de septiembre de 1966-11 de noviembre de 1978 renunció)
- André Ilunga Kaseba † (9 de abril de 1979-21 de agosto de 1988 falleció)
- Dominique Kimpinde Amando † (31 de marzo de 1989-15 de septiembre de 2010 retirado)
  - Sede vacante (2010-2015)
- Christophe Amade, M.Afr., desde el 31 de marzo de 2015